# Place Joachim-du-Bellay
Place Joachim-du-Bellay är en öppen plats i Quartier des Halles i Paris första arrondissement. Den är uppkallad efter den franske poeten Joachim Du Bellay (1522–1560). Vid Place Joachim-du-Bellay sammanstrålar Rue Berger, Rue Saint-Denis och Rue des Innocents. På platsen står Fontaine des Innocents, ritad av Pierre Lescot och med reliefer av Jean Goujon.

## Bilder
| - Joachim Du Bellay. - Gatuskylt. - Place Joachim-du-Bellay med Fontaine des Innocents. - Nymf på Fontaine des Innocents. - Nymf på Fontaine des Innocents. |

## Omgivningar
- Saint-Eustache
- Saint-Leu-Saint-Gilles
- Saint-Merri
- Hallarna
- Rue des Innocents

## Kommunikationer
- Tunnelbana – linje  – Les Halles
- Tunnelbana – linjerna      – Châtelet
- Busshållplats Les Halles – Centre Georges-Pompidou – Paris bussnät

### Webbkällor
- ”Place Joachim-du-Bellay”. Mairie de Paris. https://web.archive.org/web/20160303212334/http://www.v2asp.paris.fr/commun/v2asp/v2/nomenclature_voies/Voieactu/4866.nom.htm. Läst 13 september 2022.
- ”Place Joachim-du-Bellay (1er arrondissement)”. Les rues de Paris. https://web.archive.org/web/20191111012953/http://www.parisrues.com/rues01/paris-01-place-joachim-du-bellay.html. Läst 13 september 2022.